# باول كريستي
باول كريستي (9 فبراير 1971 في المملكة المتحدة - ) (بالإنجليزية: Paul Christie)‏ هو لاعب كريكت بريطاني. لعب مع نادي مقاطعة دورهام للكريكت ‏ ونادي مارليبون للكريكت ‏.

## وصلات خارجية
- باول كريستي على موقع إي آس بي آن كريك إنفو (الإنجليزية)